# Dom przy ul. Kościuszki 25 w Mielcu
Dom przy ul. Kościuszki 25 w Mielcu – budynek wpisany do rejestru zabytków nieruchomych województwa podkarpackiego pod numerem A-728 z 31.01.2012. Piętrowy dom wybudowany ok. 1914 r. w stylu secesji. Jest on murowany, otynkowany, przykryty czterospadowym dachem. Fasada z ryzalitem na osi, z balkonem. W budynku mieściła się poczta, a w czasie II wojny światowej Urząd Ziemski, po wojnie był tu dom mieszkalny. Mieściły się tu restauracje „Sas” i „Labirynt”. Parter i piwnice wynajmowane są prywatnym firmom, a na piętrze swoją siedzibę ma Związek Nauczycielstwa Polskiego. 